# Suolojaure (Arvidsjaurs socken, Lappland)
Suolojaure är en sjö i Arvidsjaurs kommun i Lappland och ingår i Piteälvens huvudavrinningsområde. Sjön har en area på 0,472 kvadratkilometer och ligger 404 meter över havet.

## Delavrinningsområde
Suolojaure ingår i det delavrinningsområde (731541-164277) som SMHI kallar för Ovan 731816-163972. Medelhöjden är 415 meter över havet och ytan är 32,92 kvadratkilometer. Räknas de 9 avrinningsområdena uppströms in blir den ackumulerade arean 102,25 kvadratkilometer. Abmoälven som avvattnar avrinningsområdet har biflödesordning 2, vilket innebär att vattnet flödar genom totalt 2 vattendrag innan det når havet efter 193 kilometer. Avrinningsområdet består mestadels av skog (87 procent). Avrinningsområdet har 0,56 kvadratkilometer vattenytor vilket ger det en sjöprocent på 1,7 procent.